# Lockheed T2V SeaStar
Le Lockheed T2V SeaStar, plus tard re-désigné T-1 SeaStar, était un avion d'entraînement à réaction

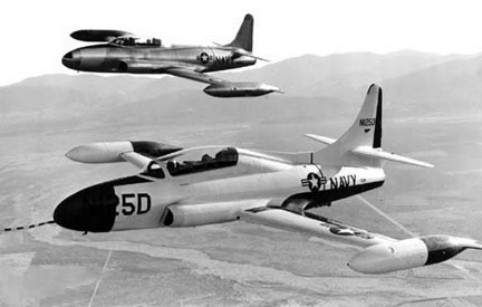
Un T2V-1 (T-1A) SeaStar (premier plan) et un TV-2 (T-33B) Shooting Star, en vol en 1954.

américain conçu pour l'US Navy, qui entra en service en mai 1957. Il fut développé à partir du T-33 Shooting Star, également conçu par la Lockheed Corporation, et était propulsé par un turboréacteur Allison J33.

## Conception et développement
Dès 1949, l'US Navy utilisa le Lockheed T-33 pour l'entraînement aérien basé à terre. Le T-33 était un dérivé du chasseur P-80 Shooting Star de la fin de la Seconde Guerre mondiale, et fut d'abord nommé TO-2, puis TV-2 pendant son service dans la marine américaine. Toutefois, le TV-2 ne convenait pas à l'utilisation depuis les porte-avions. Le besoin persistant pour un avion d'entraînement compatible avec une utilisation sur porte-avions mena à un développement plus avancé de la famille des P-80/T-33, qui vit le jour sous la désignation Lockheed de L-245, puis la désignation de l'US Navy T2V. Le démonstrateur L-245 de Lockheed effectua son premier vol le 16 décembre 1953, et les livraisons d'appareils de série à l'US Navy commencèrent en 1956.
Le SeaStar était un avion totalement navalisé. Comparé au TV-2, le T2V avait été presque totalement repensé pour les appontages et les opérations embarquées, avec une dérive redessinée, une avionique aux standards de la Navy, un train d'atterrissage renforcé et équipé pour les catapultages, un bas de fuselage également renforcé et équipé d'une crosse d'appontage, et des becs de bord d'attaque motorisés, afin d'augmenter la portance aux basses vitesses et de permettre des lancements et des récupérations sur le pont des porte-avions. L'avion disposait également d'un siège arrière surélevé, celui de l'instructeur, afin d'offrir à celui-ci un meilleur champ de vision. À l'opposé des autres dérivés du P-80, le T2V pouvait encaisser le choc d'un atterrissage sur le pont en mouvement d'un porte-avions, et possédait une meilleure capacité à supporter les agressions à long terme de l'air marin, en particulier la présence d'humidité et la corrosion causée par l'exposition au sel.

## Carrière opérationnelle
L'unique version du T2V fut initialement désignée T2V-1 quand elle entra en service, mais fut par la suite renommée T-1A SeaStar, suivant le système Tri-Service de désignation des appareils militaires américains de 1962, un nom sous lequel l'avion fut utilisé pendant la majeure partie de sa carrière.
Le T-1A fut remplacé par le T-2 Buckeye, mais resta en service pendant les années 1970.

## Exemplaires préservés
Un T-1A est actuellement en état de vol, basé à l'aéroport de Phoenix-Mesa-Gateway (anciennement la Williams Air Force Base), à Mesa, en Arizona, et est utilisé pour des expérimentations et des démonstrations. Deux autres exemplaires sont préservés et exposés au public à Tucson, également en Arizona.